# Tyler Pill
Pour les articles homonymes, voir Pill (homonymie).
Tyler Stephen Pill (né le 29 mai 1990 à San Dimas, Californie, États-Unis) est un lanceur droitier des Mets de New York de la Ligue majeure de baseball.

## Carrière
Joueur de baseball à l'école secondaire de Covina en Californie, Tyler Pill repêché par les Rockies du Colorado au 38e tour de sélection en 2008 mais il ignore l'offre pour plutôt rejoindre les Titans de l'université d'État de Californie à Fullerton. Il signe son premier contrat professionnel avec les Mets de New York, qui le réclament au 4e tour du repêchage amateur de 2014.
Tyler Pill fait ses débuts dans le baseball majeur avec les Mets de New York le 27 mai 2017.